# F the Prom
F the Prom (também conhecido como F*&% the Prom) é um filme de comédia adolescente americano de 2017 dirigido e produzido por Benny Fine e escrito por ele, Rafi Fine, e Molly Prather. O filme é estrelado por Danielle Campbell, Joel Courtney, Madelaine Petsch, Cameron Palatas, Meg DeLacy, Nicholle Tom, Richard Karn, Jill Cimorelli, Luke Bilyk, Brendan Calton, Michael Chey, Adan Allende, Diamond White, Cheri Oteri e Ian Ziering. É lançado em 5 de dezembro de 2017. O filme recebeu avaliações esmagadoramente negativas da crítica de cinema e do público.

## Enredo
Os melhores amigos Maddy Datner e Cole Reed frequentam seu primeiro dia de ensino médio na Charles Adams High. Cole é alvo de uma pegadinha de um colega, revelando suas cuecas e ganhando o apelido de "Tighty". Em vez de defendê-lo, Maddy decide não intervir e se recusa a falar com Cole a partir desse momento. Três anos depois, Maddy está no topo da hierarquia social e está namorando o cara mais gostoso da escola, Kane. Cole, ainda rejeitado por seus colegas, decidiu se inscrever em uma faculdade de arte de prestígio.
Maddy pega sua melhor amiga Marissa beijando Kane. Revelando seu desgosto com o recente comportamento egocêntrico de Maddy, Marissa explica que pretende ser coroada rainha no baile de formatura que se espera que Maddy ganhe. Naquela noite, Maddy vai para a casa de Cole, e eles se reconectam, relembrando sua antiga amizade. Maddy sugere que eles arruinem o baile, convocando a amiga de Cole, Felicity para ajudar. Felicity se recusa a ajudar no início, mas quando Maddy defende Cole contra Kane, ela concorda e pede a ajuda de outros párias sociais para executar o plano.
Maddy anuncia que pretende levar Cole ao baile, o que aumenta muito seu status. Marissa tenta roubar o afeto de Cole, mas ele a rejeita. Kane, entretanto, pede perdão a Maddy. Felicity revela que ao mesmo tempo, ela e Kane estavam juntos, até que Marissa manipulou Kane para deixá-la por Maddy. À medida que a data do baile se aproxima, Maddy perdoa Kane e renega seu compromisso de tomar Cole como seu par. Sentindo-se magoado, Cole quase cancela o plano, mas seu pai intervém. Ele próprio um ex-rei do baile, ele se arrependeu de seu comportamento na escola e acredita que sua falta de humildade foi a razão pela qual ele e a mãe de Cole finalmente se separaram. Ele exorta Cole a humilhar os garotos populares para que não se tornem como ele.
Na noite do baile de formatura, Felicity e os outros conspiradores manipulam o sistema de votação, atacam Marissa, e transformam as crianças populares umas contra as outras usando mídias sociais, incluindo postar imagens pornográficas falsas de um menino. No final da noite, Maddy é coroada como a rainha do baile de formatura e é, portanto, encharcada de alcatrão - a punição destinada a Marissa - antes que uma das crianças ative o alarme de incêndio. Marissa se vinga de Cole por rejeitá-la, mais uma vez o armando na frente da multidão. Enfurecido, Cole faz um longo discurso no qual critica como os estudantes se machucaram em busca de popularidade que, em última análise, não tem sentido ou valor. 
Cole ignora Maddy pelo resto do ano letivo devido a sua traição no baile. Após a formatura, no entanto, Cole pára na casa de Maddy para lhe dar uma graphic novel de seus desenhos como presente de despedida. Ele também confessa seus sentimentos por ela. Maddy retribui e eles se beijam, mas Cole rejeita a oferta de um relacionamento, desejando permanecer amigos. 

## Elenco
- Danielle Campbell como Maddy Datner[3]
- Joel Courtney como Cole Reed
- Madelaine Petsch como Marissa[4]
- Cameron Palatas como Kane
- Meg DeLacy como Felicity Stufts/ City / Stuffs
- Jill Cimorelli como TIG / Abbey
- Luke Bilyk como T.J.
- Michael Chey como Sweats / Larry
- Brendan Calton como Strings / Efraim
- Adan Allende como Mutey / Emile
- Ian Ziering como Ken Reed
- Cheri Oteri como Christine Datner
- Richard Karn como Murphy Datner
- Nicholle Tom como Principal Statszill
- Diamond White como Rayna
- Brenna Bloom como Sarah
- Tom Phelan como Jerry
- Ethan James Teague como Barry
- Eric Beckerman como Akiva
- Jeannie Elise Mai como Anna
- Edward Zo como Yang
- Aidan Alexander como Nick
- Lilly Singh como Miss Fallsburg
- Marcin Gortat como Taxista
- Marnie Alexenburg como Sra. Carter
- Corey Allen Kotler como tio Moish
- Kaleb King como Dave
- Josh Pinkowski como Dov
- Alexa Speyer como Alexa
- Logan Shroyer como jovem Ken
- Mika Cigic como jovem Christine
- Michael McLean como jovem Murphy
- Gabriel Johnson como Mollie
- Monique Birtwell como Allie
- Marcin Gortat como motorista de táxi